# تريمارك بيكشرز
تريمارك بيكشرز (بالإنجليزية: Trimark Pictures)‏، هي شركة أمريكية سابقة لإنتاج وتوزيع الأفلام، تأسست الشركة سنة 1984، وأعلنت حلها سنة 2001، تم نقل مُلكية الأفلام من شركة تريمارك بيكشرز المنحلة، إلى شركة ليونزغيت إنترتينمنت.

## روابط خارجية
- تريمارك بيكشرز على موقع IMDb (الإنجليزية)